# Yongfeng (häradshuvudort)
Yongfeng (kinesiska: 永丰) är en häradshuvudort i Kina. Den ligger i provinsen Hunan, i den södra delen av landet, omkring 120 kilometer sydväst om provinshuvudstaden Changsha. Antalet invånare är 70 783.
Runt Yongfeng är det tätbefolkat, med 427 invånare per kvadratkilometer. Det finns inga andra samhällen i närheten. I omgivningarna runt Yongfeng växer huvudsakligen savannskog.
Genomsnittlig årsnederbörd är 1 676 millimeter. Den regnigaste månaden är maj, med i genomsnitt 269 mm nederbörd, och den torraste är oktober, med 41 mm nederbörd.